# Convent de Sant Agustí

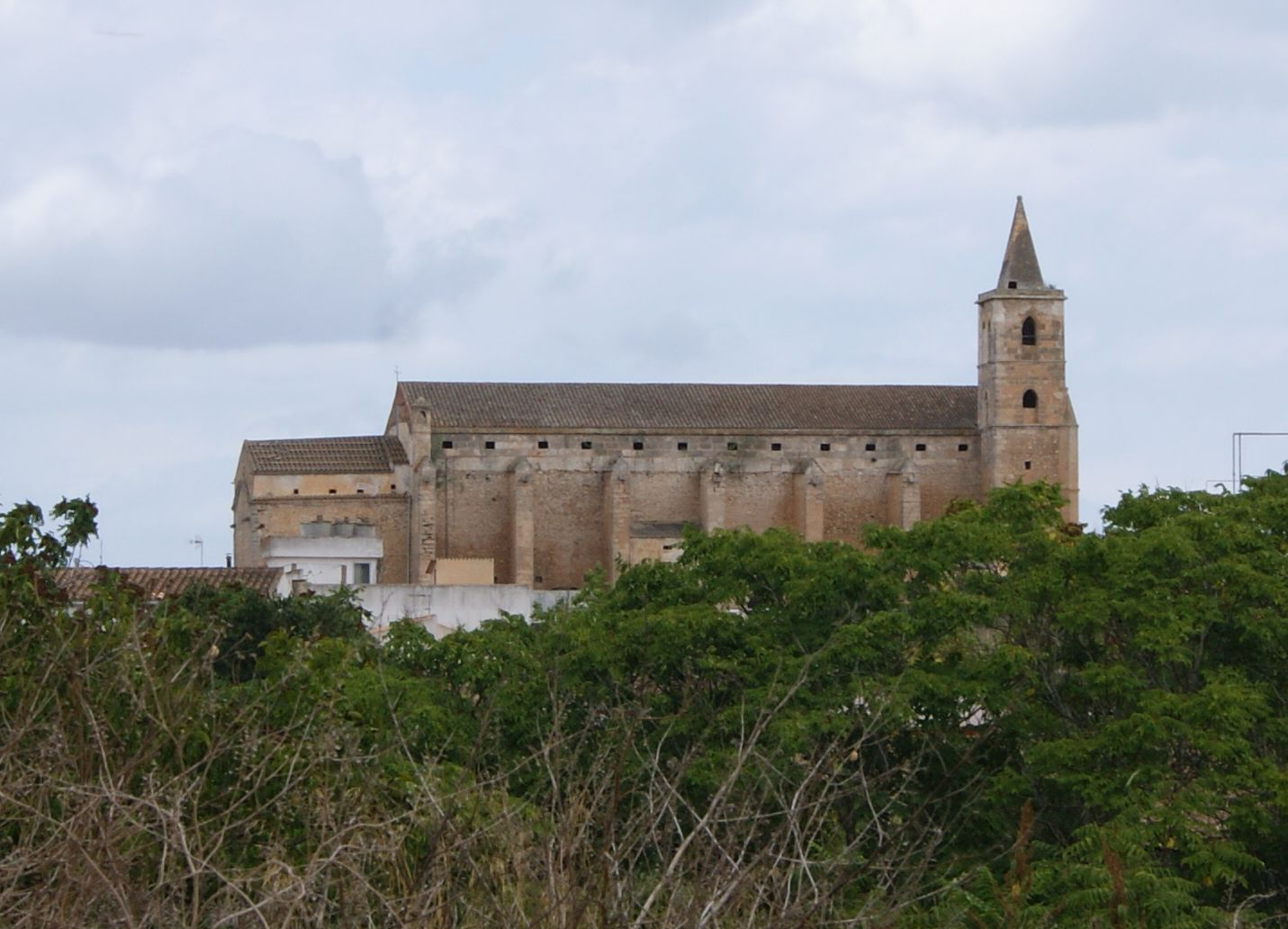
Kirche und Konvent Sankt Augustin in Felanitx

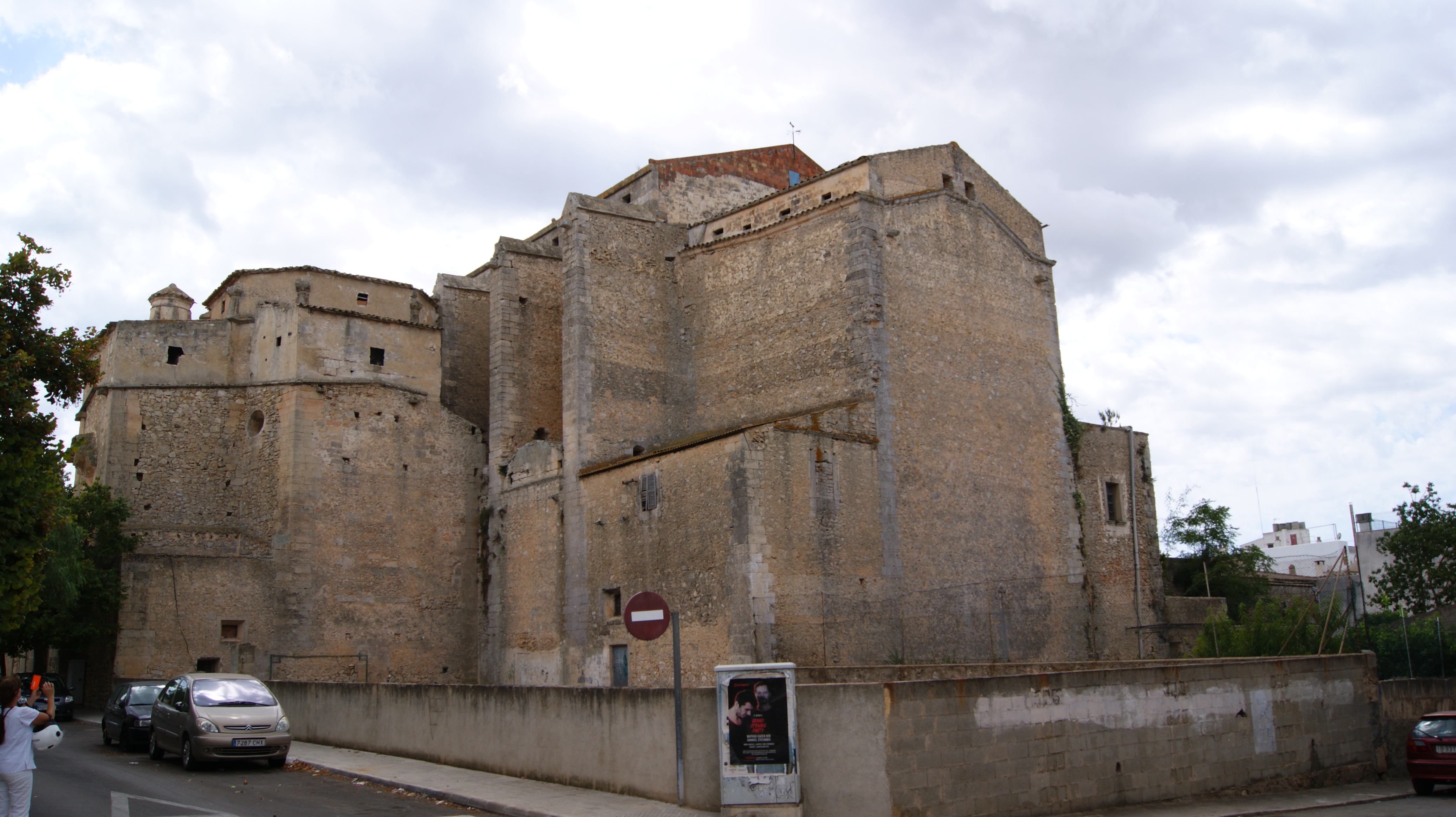

Das 1603 gegründete, ehemalige Kloster Convent de Sant Agustí liegt in Felanitx im Südosten der Mittelmeerinsel Mallorca. Angeschlossen ist die denkmalgeschützte Kirche: Església i convent de Sant Agustí am Plaça del Convent.

## Geschichte des Klosters
Das Kloster wurde 1603 nach der Ordnung der Augustiner gegründet und begann mit drei Ordensbrüdern. Ende des 17. Jahrhunderts bestand die Gemeinschaft aus 21 Brüdern und 1727 wurde der Höchststand mit 28 Brüdern erreicht. Im 19. Jahrhundert waren es durchschnittlich zwanzig Ordensbrüder. 1835 wurde der Konvent endgültig aufgelöst.
Das Klostergebäude wurde 1690 fertiggestellt und im frühen achtzehnten Jahrhundert vergrößert. Nach der Auflösung des Konvents wurde dieses Gebäude versteigert und verkauft und ist nur noch teilweise erhalten.

## Església i convent de Sant Agustí
Vor der heutigen Kirche bestand ein kleiner Vorgängerbau. Die Kirche des Konvents wurde zwischen 1646 und 1699 gebaut. Die große Kapelle von Sant Nicolau de Toentí darin, wurde zwischen 1715 und 1748 erbaut. 1862 wurde die Kirche im Inneren renoviert.
Über dem Hauptportal befindet sich eine große Fensterrosette (Ochsenauge). Der Turm trägt einen einfachen Pyramidenhelm.
Im Kircheninneren befinden sich unter einem Tonnengewölbe fünf Seitenkapellen und eine große Empore mit eisernem Geländer.

## Els Cavallets

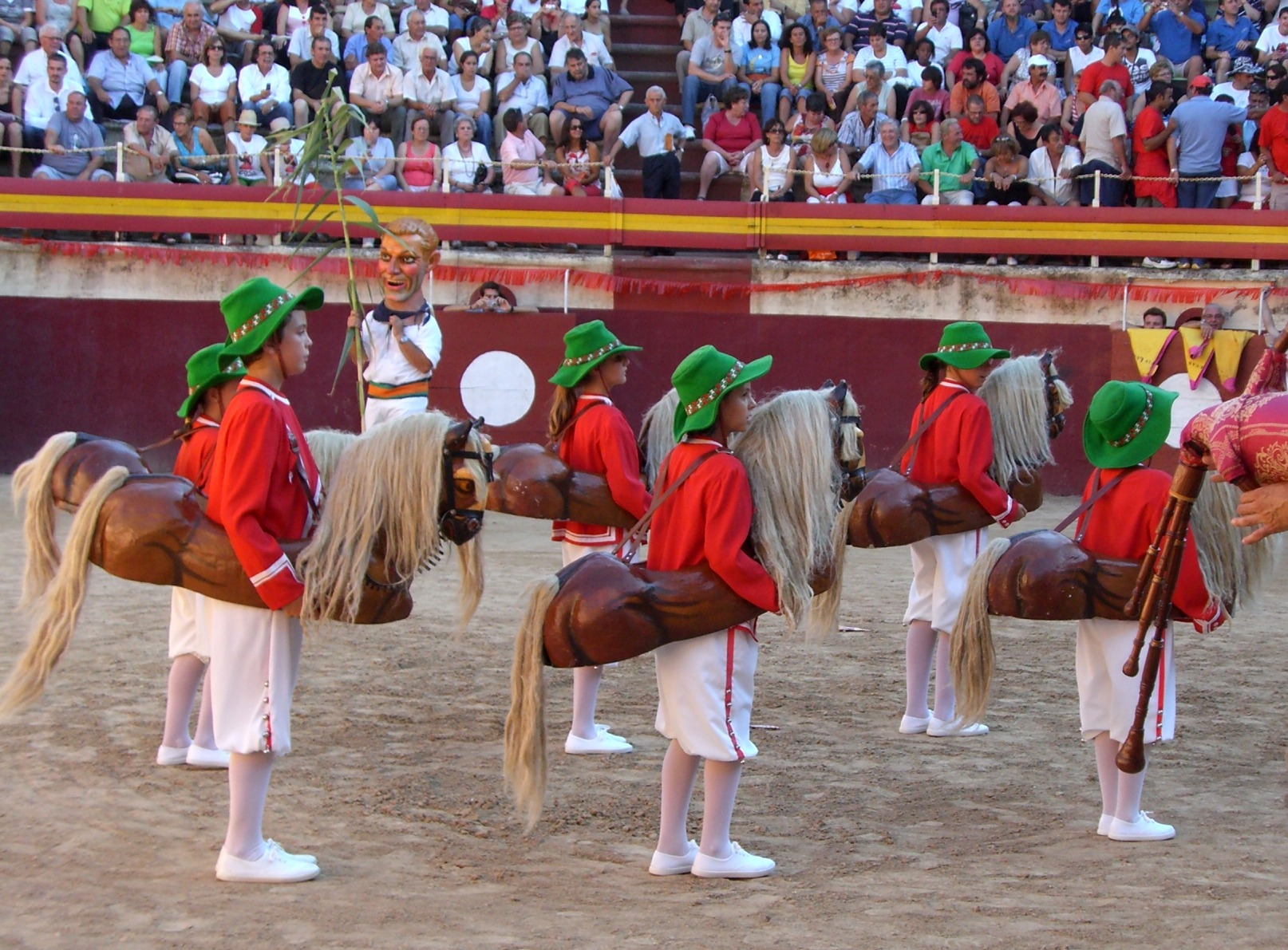
Els Cavallets

Zum Fest des Schutzpatrons Sant Agustí wird in Felanitx an einem Vormittag im August der Tanz „Els Cavallets“ aufgeführt, der ein uraltes Fruchtbarkeitsritual darstellt. Dabei tanzen 10 bis 13 Jahre alte Buben in weißen Hosen, roten Jacken und grünen Hüten um ein junges Mädchen (La Dama) in weißem Rock, grüner Jacke und rotem Hut. Dieses Fest soll bereits seit Gründung des Konvents 1603 stattfinden.